# Тейтельбаум, Моше
Моше Тейтельбаум (1 ноября 1914, городок Ратцферт около Сатмара, Австро-Венгрия  – 24 апреля 2006, Уильямсберг (Бруклин), Нью-Йорк)  — духовный лидер Сатмарских хасидов, одного из ключевых хасидских течений.

## Биография

### Начало пути и война
Племянник основателя династии Сатмарских хасидов, раввина Йоэля Тейтельбаума (1887—1979). Второй сын раввина Хаима Цви Тейтельбаума, главы Сигетских хасидов. Младший брат раввина Йекусиэля Йегуды Тейтельбаума, погибшего в Освенциме в 1944 году. Их мать, Брача Сима, происходила из известной в религиозной среде семьи Хальберштамов.
Моше и его старший брат Йекусиэль осиротели в 1926 году, когда им было одиннадцать и четырнадцать лет соответственно. Моше был воспитан друзьями и родственниками семьи, в том числе дядей, Йоэлем Тейтельбаумом, и дедом, раввином Шулемом Элиэзером Хальберстамом из Ратцферта (совр. Уйфехерто).
Моше Тейтельбаум получил Раввинскую хиротонию и был назначен деканом Карсакской иешивы. В 1936 году Тейтельбаум женился на Лие Меер, дочери раввина Ханоха Еноха Меера из Карсака. В 1939 году он стал раввином Сенты, королевство Югославия.
В конце весны 1944 года венгерское правительство при поддержке нацистов начало массовую депортацию евреев. Тейтельбаум и его жена Лия были отправлены в концентрационный лагерь Освенцим, где его жена и трое детей были убиты, и он сам чуть не погиб. Затем Тейтельбаума перевели на завод Brabag в Треглице, а затем в Терезиенштадт, где он был освобожден в 1945 году.

### После войны
В 1946 году Тейтельбаум женился на Лие Пессель, дочери раввина Аарона Тейтельбаума из Волово. Вся семья Лии Пессель  была убита в концентрационном лагере Освенцим.
Сначала супруги вернулись в Сенту, где Тейтельбаум до войны возглавлял общину. Когда он узнал, что его брат тоже погиб во время Холокоста, он должен был сменить его, став раввином Сигета. Вскоре после этого, он, однако, был вынуждены бежать от коммунистического преследования, и уехал через Прагу в Нью-Йорк, куда прибыл вместе с женой осенью 1947 года. В Нью-Йорке Тейтельбаум сперва стал известен как Сигетский ребе, глава общины Сигетских хасидов, которую ранее возглавляли его предки. Первоначально он основал Бет-Мидраш Ацей Хаим Сигет в Уильямсбурге, Бруклин, а в 1966 году переехал в Боро-Парк, Бруклин.

### Сатмарский ребе
В 1979 году дядя Моше Тейтельбаума, Йоэль Тейтельбаум, Сатмарский ребе, скончался, не оставив наследника, который мог бы унаследовать руководство Сатмаром. Самым логичным преемником стал его племянник Моше, которому было в то время 66 лет, и который считался образованным эрудитом и хорошим оратором. Было некоторое беспокойство по поводу назначения Моше, потому что в предшествующие годы он имел ограниченные контакты с Сатмаром, возглавлял свою собственную хасидскую группу и не обязательно обладал таким же мировоззрением, уровнем учености или интенсивным благочестием, как его покойный дядя. Тем не менее, было понятно, что общине лучше иметь лидера, и иметь Моше в качестве ребе было лучшим для общины в данных обстоятельствах. Совет старейшин Сатмара состоял из тринадцати членов-мирян, избираемых Сатмарскими хасидами. Совет единогласно принял решение о том, что Моше должен стать их следующим ребе. Моше мог бы отказаться от этого назначения и остаться лидером своей небольшой Сигетской общины, но он все же решил принять предложение. Затем Совет и Моше обсудили и спланировали детали официального назначения Моше. Несколько недель спустя было объявлено общее собрание в главной синагоге на Родни-стрит. На заседании, на котором Моше не присутствовал, Сендер Дойч, глава совета, объявил о назначении Моше новым ребе Сатмара.
Моше отказался быть принятым в качестве нового ребе в течение первого года после смерти Йоэля. Это было сделано в знак скорби по его дяде, который помог вырастить его, когда умер его отец. Поэтому первый год Моше продолжал жить в Боро-парке и возглавлять свою общину Сигетских хасидов.
Примерно в августе 1980 года Моше официально сменил Йоэля на посту Сатмарского Ребе в ходе тщательно продуманной церемонии интронизации в Кирьяс-Джоэле, штат Нью-Йорк. Во время своего выступления на церемонии Моше сказал, что не может полностью заменить Йоэля, попросив хасидов не ожидать от него того, что они получили от Йоэля.
Некоторые Сатмарские хасиды не приняли его в качестве ребе, в том числе Бней Йоэль (или кагнеры, противники), группа хасидов, которые остались верны жене Йоэля, Фейге Тейтельбаум, по прозвищу Альте Фейга. У Моше Тейтельбаума и его тёти Фейги никогда не было хороших отношений. Напряжённость между ними началась ещё тогда, когда Фейга вышла замуж за Йоэля Тейтельбаума. Фейга стала второй женой Йоэля, у которого к тому времени уже была взрослая дочь. Взрослая дочь и Фейга боролись за контроль над домом, и Моше встал на сторону своей двоюродной сестры против своей тётки. Позже дочь Йоэля умерла, а брак с Фейгой оказался бездетным.
Вскоре после того, как он стал ребе, Моше назначил своего сына Аарона главным раввином сатмарской общины в Кирьяс-Джоэле, штат Нью-Йорк, что, по сути, дало ему власть над всеми делами общины. Моше также отстранил доверенных людей Йоэля от руководящих постов и заменил их своими доверенными людьми.
Как Ребе, Моше признавал превосходящее положение своего дяди Йоэля и считал себя хранителем того, что создал Йоэль. Так, он заявил: «Мы не должны прокладывать новые тропы, но должны изучать учение моего дяди». Он продолжил многие обычаи, принятые Йоэлем. Различия между Йоэлем и Моше заключались в том, что, в отличие от более мистически ориентированного Йоэля, Моше был более практически ориентированным. Моше выступал против сионизма не так часто, как Йоэль, хотя это может быть связано с тем, что у него имелось к этому меньше поводов.
В 1989 году напряжённость между Моше и группой «Бней Йоэль» обострилась. В своей речи на Песах в апреле 1989 года Моше назвал сторонников движения «Бней Йоэль» «неверными». В 1990 году вспыхнуло открытое насилие, когда сторонники Фейги попытались возвести ворота перед её домом. Завязалась рукопашная схватка, сотни разъяренных хасидов высыпали на улицы, троих мужчин вытащили из машины, которую затем подожгли, и трое полицейских получили ранения. Сторонники Альте Фейги в Кирьяс-Джоэле утверждали, что они подверглись физическому насилию.
Под руководством Моше, с 1980 по 2006 год, Сатмарское движение удвоилось численно: на момент его смерти в нём насчитывалось от 100 000 до 120 000  последователей, что делало Сатмарских хасидов крупнейшей хасидской группой в США. На момент его смерти, недвижимость, принадлежавшая Сатмарской общине в Нью-Йорке, Кирьяс-Джоэле и других местах оценивалась в сотни миллионов долларов.
Моше Тейтельбаум был автором пятитомного хасидского комментария к Торе под названием «Берах Моше».

### Спор о преемнике
В мае 1999 года Моше Тейтельбаум назначил своего третьего сына Залмана местным лидером общины Вильямсбурга в Бруклине. До тех пор он был лидером Сатмарской общины в Иерусалиме. Это было воспринято как сигнал от Моше, что Залман должен был возглавить Сатмарскую общину после его смерти, что опровергало предыдущее предположение, что ему будет наследовать его старший сын Аарон.
Назначение Залмана местным лидером привело к тому, что вокруг Аарона и Залмана образовались противоборствующие фракции. Сторонники Аарона утверждали, что Моше был «склонён своими советниками» назначить Залмана, потому что эти советники были обеспокоены тем, что потеряют своё влияние при Аароне.
В апреле 2006 года, когда Моше умер, обе стороны вели переговоры через посредников о том, кто будет выступать на его похоронах и в каком порядке. Каждая из сторон назвала своего лидера новым Сатмарским ребе.
В завещании Моше Залман был назван его преемником, но сторонники Аарона оспаривают законность завещания, утверждая, что Моше после 1997 года был тяжело болен и его завещание юридически несостоятельно.

### Смерть
24 апреля 2006 года, в возрасте 91 года, Моше Тейтельбаум умер от рака. Десятки тысяч членов еврейской общины присутствовали на его похоронах и похоронной процессии в Уильямсбурге, Бруклин, а затем в Кирьяс-Джоэле, штат Нью-Йорк. Тейтельбаум был похоронен рядом со своим дядей Йоэлем на кладбище общины в Кирьяс-Джоэле.
Тогдашний губернатор штата Нью-Йорк Джордж Патаки и мэр Нью-Йорка Майкл Блумберг выступили с публичными заявлениями в память о Моше.
У Моше остались жена, четверо сыновей — Аарон, Липа, Залман и Шулем, две дочери — Браха Мейзельс и Хенди Хальберстам. На момент смерти у него было по меньшей мере 86 внуков и правнуков. К моменту его смерти, его старший сын, Аарон, и его третий сын, Залман Лейб, каждый претендовал на лидерство в Сатмаре. Второй сын, Липа, был лидером небольшой общины, называемой Зента-Бейрах Моше Шул, в Вильямсбурге. Зять Моше, Рабби Хаим Шиа Хальберстам, был Сатмарским ребе в Монси, штат Нью-Йорк.

## Семья
- Первая жена — Лия Меер, дочь раввина Ханоха Еноха Меера из Карцага, погибла в Освенциме
  - 3 детей, все погибли в Освенциме.
- Вторая жена — Пессель Лия, у них родилось 7 детей:
  - Дочь — Хая умерла от рака в 1993 году. Она была женой раввина сатмарских хасидов в Боро-Парке, район Бруклина.
  - Сын — Главный раввин Аарон Тейтельбаум, старший сын. После смерти отца в 2006 году большинство прихожан сделали его главным раввином. Примерно в 1965 году он женился на Соша, дочери предыдущего главного раввина группы Вижница в Бней-Браке, раввина Моше Иехошуа Хагера.
  - Сын — Раввин Ханая Йом Тов Липе, он служит раввином синагоги своего отца в Вильямсбурге.
  - Сын — Главный раввин Залман Лейб Тейтельбаум, он был коронован как официальный преемник своего отца после смерти своего отца в 2006 году, согласно воле отца.
  - Сын — Раввин Шалом Элиэзер, он служит раввином в синагоге Сатмар на авеню 15 в Боро-Парке.
  - Дочь — Браха Сима, жена главного раввина конгрегации Сатмар в Монреале, Канада.
  - Дочь — Хендель, жена главного раввина Хаима Шиа Хальберстама конгрегации Сатмар в Монси, которая находится в северной части штата Нью-Йорк и считается одним из крупнейших центров еврейской ультраортодоксальной общины в Соединенных Штатах.